# Stefanie Stüber
Stefanie Stüber (12 de diciembre de 1982) es una deportista alemana que compitió en lucha libre. Ganó cuatro medallas en el Campeonato Europeo de Lucha entre los años 2003 y 2009.

## Palmarés internacional
| Campeonato Europeo | Campeonato Europeo | Campeonato Europeo | Campeonato Europeo |
| Año                | Lugar              | Medalla            | Categoría          |
| ------------------ | ------------------ | ------------------ | ------------------ |
| 2003               | Riga (Letonia)     | Medalla de plata   | 59 kg              |
| 2006               | Moscú (Rusia)      | Medalla de plata   | 59 kg              |
| 2007               | Sofía (Bulgaria)   | Medalla de oro     | 63 kg              |
| 2009               | Vilna (Lituania)   | Medalla de bronce  | 63 kg              |